# Championnat des Émirats arabes unis de football 2016-2017
Navigation
Saison précédente Saison suivante
La saison 2016-2017 du Championnat des Émirats arabes unis de football est la quarante-troisième édition du championnat national de première division aux Émirats arabes unis. Les quatorze meilleures équipes du pays sont regroupées au sein d'une poule unique où elles s'affrontent deux fois au cours de la saison, à domicile et à l'extérieur. À la fin du championnat, les deux derniers du classement sont relégués et remplacés par les deux meilleurs clubs de deuxième division.
C'est Al-Jazira Club qui remporte la compétition, après avoir terminé en tête du classement final, avec onze points d'avance sur Al Wasl Dubaï et douze sur le tenant du titre, Al-Ahli Dubaï. C'est le second titre de champion des Émirats arabes unis de l'histoire du club.

## Qualifications continentales
Les deux premiers du championnat ainsi que le vainqueur de la Coupe des Émirats arabes unis obtiennent leur qualification pour la phase de groupes de la Ligue des champions de l'AFC 2018. Le troisième du championnat (ou le 4e si le vainqueur de la Coupe termine parmi les trois premiers) doit quant à lui passer par le tour préliminaire. 

## Les clubs participants
- Al-Ittihad Kalba SC - Promu de D2
- Al-Wahda Club
- Baniyas SC
- Al Ain Club
- Al-Ahli Dubaï
- Sharjah SC
- Al-Dhafra
- Emirates Club
- Al-Jazira Club
- Al Nasr Dubaï
- Al Shabab Dubaï
- Al Wasl Dubaï
- Hatta Club - Promu de D2
- Dibba Club

## Compétition

### Classement
Le classement est établi sur le barème de points classique (victoire à 3 points, match nul à 1, défaite à 0).
| Rang | Équipe               | Pts | J  | G  | N  | P  | Bp | Bc | Diff |
| ---- | -------------------- | --- | -- | -- | -- | -- | -- | -- | ---- |
| 1    | Al-Jazira Club       | 68  | 26 | 22 | 2  | 2  | 72 | 15 | +57  |
| 2    | Al Wasl Dubaï        | 57  | 26 | 17 | 6  | 3  | 55 | 26 | +29  |
| 3    | Al-Ahli DubaïT       | 56  | 26 | 16 | 8  | 2  | 50 | 18 | +32  |
| 4    | Al Ain Club          | 55  | 26 | 17 | 4  | 5  | 58 | 37 | +21  |
| 5    | Al-Wahda ClubC       | 39  | 26 | 10 | 9  | 7  | 54 | 40 | +14  |
| 6    | Al Nasr Dubaï        | 36  | 26 | 11 | 3  | 12 | 42 | 32 | +10  |
| 7    | Al-Dhafra            | 35  | 26 | 10 | 5  | 11 | 40 | 46 | -6   |
| 8    | Al Shabab Dubaï      | 30  | 26 | 7  | 9  | 10 | 24 | 44 | -20  |
| 9    | Sharjah SC           | 26  | 26 | 6  | 8  | 12 | 31 | 47 | -16  |
| 10   | Hatta ClubP          | 25  | 26 | 6  | 7  | 13 | 24 | 47 | -23  |
| 11   | Emirates Club        | 20  | 26 | 5  | 5  | 16 | 33 | 51 | -18  |
| 12   | Dibba Club           | 20  | 26 | 3  | 11 | 12 | 25 | 54 | -29  |
| 13   | Al-Ittihad Kalba SCP | 19  | 26 | 4  | 7  | 15 | 30 | 44 | -14  |
| 14   | Baniyas SC           | 15  | 26 | 3  | 6  | 17 | 33 | 70 | -37  |

| Légende : Qualifications et relégations | Légende : Qualifications et relégations                                                         |
| --------------------------------------- | ----------------------------------------------------------------------------------------------- |
|                                         | Qualification pour la Ligue des champions de l'AFC 2018 et la Coupe du monde des clubs 2017     |
|                                         | Qualification pour la Ligue des champions de l'AFC 2018                                         |
|                                         | Relégation en deuxième division                                                                 |
|                                         | T : Tenant du titre 2015-2016 P : Promu de D2 C : Vainqueur de la Coupe des Émirats arabes unis |

- Les clubs d'Al-Ahli Dubaï, d'Al Shabab Dubaï et de Dubaï Club fusionnent à l'issue de la saison pour former le Shabab Al-Ahli Dubai FC. Par conséquent, Al-Ahli, qualifé pour la Ligue des champions via le championnat, ne peut prétendre à une participation continentale car tout club engagé doit justifier d'une existence d'au moins trois saisons. Il laisse donc sa place au suivant du classement, Al Ain Club.

## Bilan de la saison
| Championnat des Émirats arabes unis de football 2016-2017 |                                 |
| Champion                                                  | Al-Jazira Club (2e titre)       |
| Coupes et trophées                                        |                                 |
| Vainqueur de la Coupe des Émirats arabes unis 2016-2017   | Al-Wahda Club                   |
| Qualifications continentales                              |                                 |
| Coupe du monde des clubs 2017                             | Al-Jazira Club                  |
| Ligue des champions de l'AFC 2018                         | Al-Jazira Club                  |
| Ligue des champions de l'AFC 2018                         | Al Wasl Dubaï                   |
| Ligue des champions de l'AFC 2018                         | Al-Wahda Club                   |
| Ligue des champions de l'AFC 2018                         | Al Ain Club (tour préliminaire) |
| Promotions et relégations                                 |                                 |
| Promus en Pro League                                      | Ajman Club                      |
| Promus en Pro League                                      | Dubaï Club                      |
| Relégués en Division 1 Groupe A                           | Al-Ittihad Kalba SC             |
| Relégués en Division 1 Groupe A                           | Baniyas SC                      |